# デヴィッド・クローネンバーグ
デヴィッド・ポール・クローネンバーグ （David Paul Cronenberg, OC, FRSC、1943年3月15日 - ）は、カナダの映画監督、脚本家。
独特のボディ・ホラーで有名。数多くの個性的な作品を世に送り出し、また俳優としても活躍。自作数本とテレビシリーズ『エイリアス』シーズン3、『誘う女』、『ジェイソンX』など、20作品近い出演作品が有る。

## プロフィール

### 少年時代
クローネンバーグは1943年にオンタリオ州トロントのリトアニア系ユダヤ人家庭に生まれた。子供の頃はクライム・ストーリー専門の記者だった父ミルトンの影響で物語を書いたり、バレエ団などでピアニストをしていた母エステルの影響でクラシックギターを嗜んだ。

### 学生時代
1961年にトロント大学へ入学。当初は生化学・生物学を専攻するも、翌年英語・英文学に転部。在学中に短編小説で賞を受けるなど文才を発揮するが、小説という分野ではかねてより敬愛していたウィリアム・S・バロウズやウラジーミル・ナボコフなどの作家に及ぶことはできないとして、作家の夢は断念。
極めて優秀な学業成績で大学を卒業後、一年間ヨーロッパに渡り主に先祖の地に近いデンマークに滞在。帰国後、同大学の大学院修士課程に進学。
友人の影響を受け映画に活路を見出し、16mmの短編映画『Transfer』（1966年）と『From the Drain』（1967年）を監督。その後35mmにカメラを持ち替え実験映画『ステレオ/均衡の消失』（1969年）、『クライム・オブ・フューチャー/未来犯罪の確立』（1970年）を監督。
1971年ごろからはカナダ議会からの補助金を受け、フランスなどヨーロッパで生活し、3本のテレビ用作品を制作。
カナダのテレビシリーズ『Project X』用に『Secret Weapons』を製作。ほかに6本のテレビ用作品を制作後、帰国。

### 監督デビューからその後
多くのテレビ作品を手がけたのち、1975年に肛門から侵入し宿主を操る寄生生物の恐怖を描いた『シーバース／人喰い生物の島』で劇場映画監督としてデビュー。その後は『ラビッド』（1977年）、『ファイヤーボール』（1979年）、『ザ・ブルード/怒りのメタファー』（同年）と、順調にキャリアを積む。『ザ・ブルード』製作中は最初の妻と娘の親権を巡り泥沼の離婚劇を繰り広げており、作品にもその影響が色濃く出ている。
1980年、超能力戦を描いた『スキャナーズ』で人気を得る。続く『ヴィデオドローム』（1983年）では興行面こそ奮わなかったが、アンディ・ウォーホールをはじめ業界筋からの評価が高く、ビデオ発売と同時にカルト的人気を博しクローネンバーグは一躍注目作家となる。また、初めて原作つきの作品『デッドゾーン』（同年）を映画化。アヴォリアッツ国際ファンタスティック映画祭（ジェラルメ国際ファンタスティカ映画祭の前身）で3部門を受賞。
1985年、ジョン・ランディスの『眠れぬ夜のために』で俳優としてデビュー。同作で主演を務めたジェフ・ゴールドブラムを起用して1986年に『ハエ男の恐怖』をリメイクした『ザ・フライ』を監督しアカデミー賞特殊効果賞を受賞。商業的にも大成功を収める（ちなみに本人も産婦人科医役でカメオ出演している）。
1988年、『戦慄の絆』を発表。ジェレミー・アイアンズが双子という一人二役を演じた本作で、アヴォリアッツ国際ファンタスティック映画祭でグランプリを受賞。
1990年、フランス政府より芸術文化勲章シュバリエ（Chevalier, 騎士、勲爵士）受勲。またクライヴ・バーカーの監督作『ミディアン』に出演し、殺人狂の精神科医デッカーを演じる。
1991年には、学生時代より愛読していたウィリアム・S・バロウズ原作の『裸のランチ』を映画化した。
1996年にはJ・G・バラード原作の『クラッシュ』がカンヌ国際映画祭コンペティション部門に出品される。審査員長のフランシス・フォード・コッポラは本作を激しく批判し、賞の授与にも強く反対したものの、他の審査員からは高い評価を獲得したために審査員特別賞を受賞。カンヌ以外でも評価は賛否両論と激しく分かれたものの、マーティン・スコセッシからも「1990年代におけるベスト映画の1本」と高く評価された。
1999年、同カンヌ国際映画祭映画祭審査委員長を務める。この年『イグジステンズ』でベルリン国際映画祭銀熊賞、アムステルダムファンタスティック映画祭銀賞を受賞。「カナダ名声の歩道」（Canada's Walk of Fame）に名前が刻まれる。
2001年、母校トロント大学より名誉法学博士号を授与される。2002年カナダ最高の勲章であるオーダー・オブ・カナダオフィサー受勲。しかしこの年の『スパイダー/少年は蜘蛛にキスをする』は興行面で失敗。資金確保のためプロデューサー役も務めたクローネンバーグはあやうく破産寸前に追い込まれる。
2005年、前作の失敗を受け大手スタジオの支援を受けて作成した『ヒストリー・オブ・バイオレンス』は、カンヌ国際映画祭でパルムドールにノミネート、ゴールデングローブ賞作品賞ノミネート、アカデミー賞でも2部門にノミネートされた。また「ローリングストーン誌」で2005年のBest top 10で1位に選出されるなど、好評を博す。2006年、カンヌ国際映画祭で功労賞受賞。また同映画祭の60周年を記念して製作された、世界25か国から集った35人の監督による短編集『Chacun Son Cinema（英題：To Each His Own Cinema）』にカナダ代表として参加。この年カナダ王立協会（FRSC）フェローに。
2007年、『イースタン・プロミス』が第32回トロント国際映画祭にて最高賞である観客賞を受賞。そのほかにも英国アカデミー賞をはじめ様々な映画賞にノミネートされるなど成功を収める。
2008年には『ザ・フライ』がオペラ化された。この作品はLos Angeles Operaで上演され、クローネンバーグが監督、音楽はハワード・ショア、三大テノールの一人プラシド・ドミンゴが指揮を務めた。
2014年には『マップ・トゥ・ザ・スターズ』が第67回カンヌ国際映画祭コンペティション部門に出品され、主演を務めたジュリアン・ムーアが女優賞を受賞した。
2018年、ヴェネツィア国際映画祭にて栄誉金獅子賞を受賞した。

## 家族
1977年に製作スタッフだったキャロライン・ジフマンと再婚。
子どもは1972年に長女カサンドラ、1984年に次女ケイトリン、1980年に長男ブランドンの一男二女。
最初の妻との間に出来たカサンドラは、映画制作や助監督として、『裸のランチ』、『エム・バタフライ』、『クラッシュ』、『イグジステンズ』などに参加している。
二番目の妻との間にできた次女ケイトリンは、写真家として活動。
同じく二番目の妻との間にできた長男ブランドンは、父と同じ映画監督として活動している。
妹デニスは映画監督アーロン・ウッドリー（1971年 - ）の母親。『ザ・フライ』以来長年に渡って衣装を担当している。

## フィルモグラフィー

### 長編
- ステレオ/均衡の遺失（英語版） Stereo （1969年）
- クライム・オブ・ザ・フューチャー/未来犯罪の確立（英語版） Crimes of The Future （1970年）
- シーバース／人喰い生物の島 Shivers （1975年）
- ラビッド Rabid （1977年）
- ファイヤーボール（英語版） Fast Company （1979年）
- ザ・ブルード/怒りのメタファー The Brood （1979年）
- スキャナーズ Scanners （1981年）
- ヴィデオドローム Videodrome （1983年）
- デッドゾーン The Dead Zone （1983年）
- ザ・フライ The Fly （1986年）
- 戦慄の絆 Dead Ringers （1988年）
- 裸のランチ Naked Lunch （1991年）
- エム・バタフライ M. Butterfly （1993年）
- クラッシュ Crash （1996年）
- イグジステンズ eXistenZ （1999年）
- スパイダー/少年は蜘蛛にキスをする Spider （2002年）
- ヒストリー・オブ・バイオレンス A History of Violence （2005年）
- イースタン・プロミス Eastern Promises （2007年）
- 危険なメソッド A Dangerous Method （2011年）
- コズモポリス Cosmopolis （2012年）
- マップ・トゥ・ザ・スターズ Maps to the Stars （2014年）
- クライムズ・オブ・ザ・フューチャー Crimes of The Future （2022年）
- The Shrouds (TBA)

### 短編
- Transfer （1966年）
- From the Drain （1967年）
- Tourettes （1971年） テレビ映画
- Letter from Michelangelo （1971年） テレビ映画
- Jim Ritchie Sculptor （1971年） テレビ映画
- Secret Weapons （1972年） テレビシリーズ『Programme X』の一話
- Winter Garden （1972年） テレビ映画
- Scarborough Bluffs （1972年） テレビ映画
- Lakeshore （1972年） テレビ映画
- In the Dirt （1972年） テレビ映画
- Fort York （1972年） テレビ映画
- Don Valley （1972年） テレビ映画
- The Victim （1975年） テレビシリーズ『Peep Show』の一話
- 椅子 The Lie Chair （1975年） テレビシリーズ『Peep Show』の一話
- 機械 The Italian Machine （1976年） テレビシリーズ『Teleplay』の一話
- Faith Healer （1988年） テレビシリーズ『13日の金曜日』の一話
- Regina vs Logan （1990年） テレビシリーズ『Scales of Justice』の一話
- Regina vs Horvath （1991年） テレビシリーズ『Scales of Justice』の一話
- camera Camera （2000年） オムニバス『short6』の一篇
- 最後の映画館における最後のユダヤ人の自殺 At the Suicide of the Last Jew in the World in the Last Cinema in the World （2007年） オムニバス『それぞれのシネマ』の一篇
- The Nest （2014年）
- Consumed （2014年） オリジナルビデオ

### 出演
自作を除く
- 眠れぬ夜のために Into the Night （1985年）
- ミディアン Nightbreed （1990年）
- Blue （1992年） 短編
- Boozecan （1994年）
- Trial by Jury （1994年）
- 誘う女 To Die For （1995年）
- Blood & Donuts （1995年）
- Henry & Verlin （1996年）
- The Stupids （1996年）
- Extreme Measures （1996年）
- ダーク・ハイウェイ Moonshine Highway （1996年） テレビ映画
- Last Night （1998年）
- The Grace of God （1998年）
- レザレクション（英語版） Resurrection （1999年）
- アメリカン・ナイトメア The American Nightmare （2000年）
- 裁かれる判事 The Judge （2001年） テレビ映画
- ジェイソンX 13日の金曜日 Jason X （2002年） カメオ出演
- エイリアス シーズン3 Alias （2003年） テレビシリーズ、ゲスト出演
- バーニーズ・バージョン ローマと共に Barney's Version （2010年）
- ハッピー・タウン/世界一幸せな狂気（フランス語版） Happy Town （2010年） テレビシリーズ、ゲスト出演
- DCコミック・ヒストリー ～ヒーロー誕生～ Secret Origin: The Story of DC Comics （2010年） オリジナルビデオ
- Rewind （2013年） テレビ映画
- スタートレック:ディスカバリー (2020年-2024年) テレビドラマシリーズ
- フォーリング 50年間の想い出 Falling (2020年)

## 関連文献
- 『クローネンバーグ オン クローネンバーグ　映画作家が自身を語る』（クリス・ロドリー編、菊池淳子訳、フィルムアート社、1993年）